# Flugzeugabsturz einer Republic F-84 in Darmstadt
Bei einem Flugzeugabsturz in Darmstadt kamen am 11. März 1952 drei Menschen ums Leben.

## Hergang
Eine Staffel Düsenjäger vom Typ Republic F-84 der US Air Force startete am 11. März 1952 auf dem Flugplatz Fürstenfeldbruck zu einem Flug in Richtung Darmstadt. Eine der Maschinen scherte aus dem Verband aus und stürzte in einer Linkskurve nach unten. Das Geräusch der abstürzenden Maschine veranlasste viele anwesende Menschen Deckung zu suchen. Das Flugzeug überquerte aus südöstlicher Richtung im Tiefflug die Hochspannungsleitung und die Siedlung Tann. Die Maschine zog eine Rauchfahne hinter sich her. 
Der Pilot Robert F.  Thorton katapultierte sich mit dem Schleudersitz aus der abstürzenden Maschine. Ca. einen Kilometer vom Absturzort des Flugzeugs entfernt schlug der Pilot auf der Lengefeldschneise auf. Er wurde dabei tödlich verletzt. Wahrscheinlich hatte sich sein Fallschirm nicht geöffnet. 
Das Flugzeug schlug um 10 Uhr 36 in das Anwesen Rheinstraße 322 in der Siedlung Tann ein und explodierte sofort. Eine Remise und der Garten des Anwesens wurden dabei zerstört. Auf der ca. 50 Meter entfernten Bundesstraße 26 Rheinstraße lagen Trümmer, die Oberleitung der Straßenbahn war heruntergerissen. Bis in ca. 600 Meter Entfernung wurden Trümmer der abgestürzten Maschine gefunden.
Am Boden kam der 54 Jahre alte Postinspektor Alfred Langohr ums Leben. Der ebenfalls anwesende Griesheimer Holzschnitter August Meyer erlitt lebensgefährliche Kopfverletzungen und schwere Verbrennungen und verstarb wenige Tage später an den erlittenen Verletzungen. Die Unfallursache ist nicht bekannt.